# Ben Nighthorse Campbell
Ben Nighthorse Campbell (Auburn, 13 de abril de 1933) es un político estadounidense del Partido Republicano. Fue miembro de la Cámara de Representantes de los Estados Unidos desde 1987 hasta 1993. Fue además el senador por el estado de Colorado desde 1993 hasta 2005.

## Trayectoria política
Hijo de cheyenne y portuguesa, se graduó en educación física y luchó en la guerra de Corea (1951-1953). En 1982 fue escogido como representante en el Congreso de Colorado, destino que dejó en 1992 al ser escogido miembro del Congreso de los Estados Unidos entre 1987 y 1993, y senador por Colorado, siendo el primer indio que ocupó dicho cargo desde 1922. En 1998 fue reelegido.

## Trayectoria en yudo
Ganó una medalla de oro en los Juegos Panamericanos de 1963 en la categoría abierta. Participó en los Juegos Olímpicos de Tokio 1964, donde finalizó sexto en la categoría abierta.
| Juegos Panamericanos | Juegos Panamericanos | Juegos Panamericanos | Juegos Panamericanos |
| Año                  | Lugar                | Medalla              | Categoría            |
| -------------------- | -------------------- | -------------------- | -------------------- |
| 1963                 | São Paulo (Brasil)   | Medalla de oro       | Abierta              |